# Willy Appelhans

Willy Appelhans (1911)

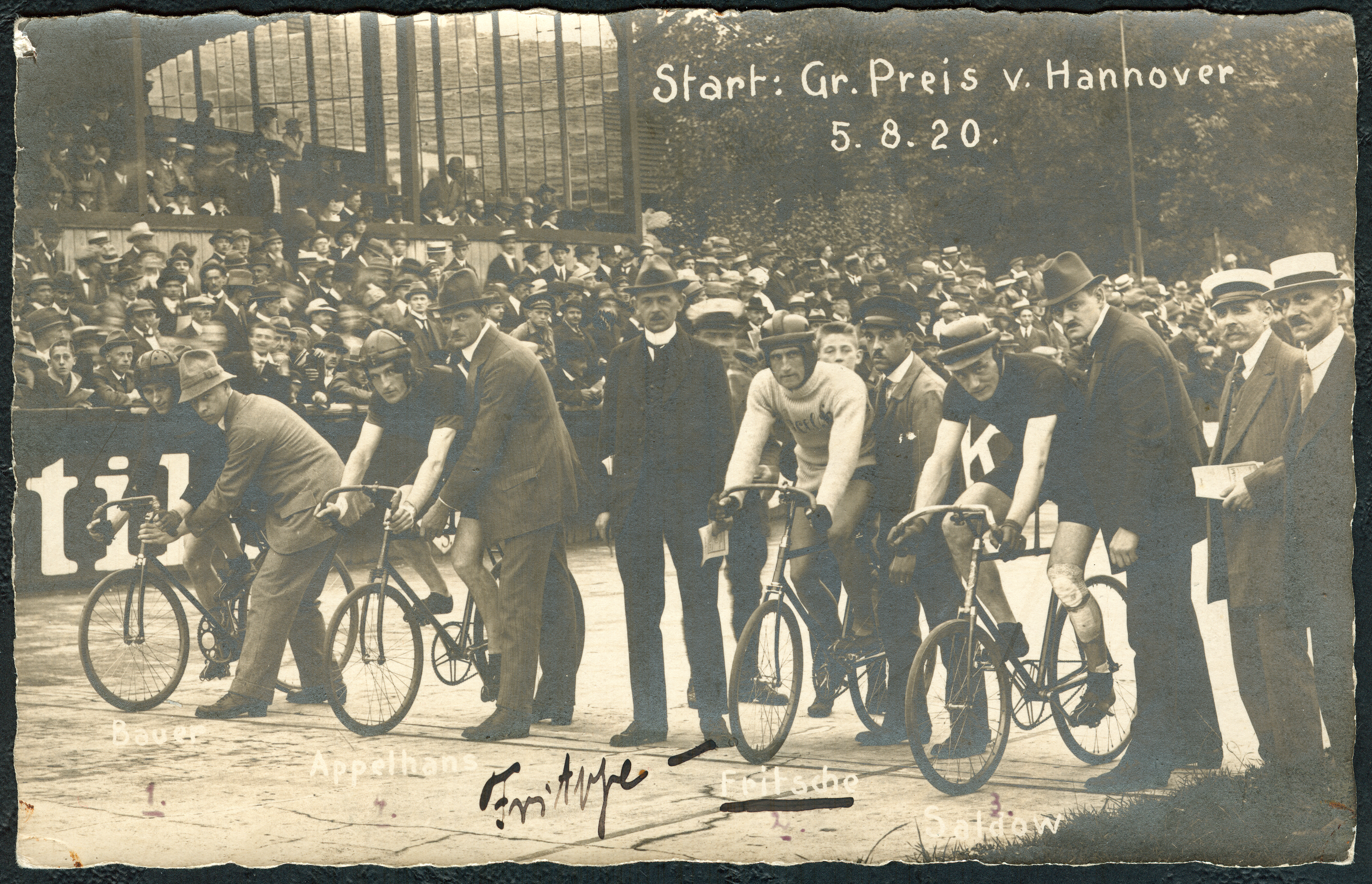
Fotografie vom Start zum Großen Preis von Hannover am 5. August 1920 mit den vier Radrennfahrern und ihren kurz darauf errungenen Plätzen (von links): Bauer (1.), Appelhans (4.), Fritsche (2.) und Saldow (3.)

Willy Appelhans (* 16. Februar 1889 in Osterode, Ostpreußen) war ein deutscher Radrennfahrer und späterer US-amerikanischer Fahrradbauer.
Willy Appelhans war Profi-Radrennfahrer von 1911 bis 1923. Er war ein Allrounder, der bei Steher- sowie Sechstage- und Sprintrennen startete. Er begann zunächst als Flieger, wechselte nach dem Krieg ins Lager der Dauerfahrer. Gemeinsam mit Alcide Rousseau fuhr Appelhans Sechstagerennen in Frankreich, wo er zeitweise auch lebte. Nebenher führte der gelernte Mechaniker als Mitinhaber die Firma Schütz & Appelhans für Elektrotechnik in Berlin. 1920 wurde er deutscher Vizemeister im Steherrennen. Am 10. Juli 1921 fuhr er hinter Schrittmacher Werner Krüger in Chemnitz den Großen Preis der Industrie; der Schrittmacher Walter Gedamke, der Karl Wittig führte, fuhr zu nah an Appelhans heran und verursachte dessen Sturz. Die Folge für Appelhans war eine schwere Knieverletzung. 1922 emigrierte Appelhans in die Vereinigten Staaten, wo er weiter Rennen fuhr, wenn auch erfolglos. „Send him back to Germany“, riefen die Rennbahnbesucher.
Nach Beendigung seiner aktiven Radsportlaufbahn eröffnete Willy Appelhans ein Fahrradgeschäft in der Bronx in New York. Er wurde ein in den USA renommierter Rahmenbauer; unter anderen baute er Räder für den US-amerikanischen Sechstagefahrer Frank Bartell. Appelhans’ Räder sind bis heute gesuchte Sammelstücke. Lance Claudel, ein bekannter US-amerikanischer Rahmenbauer, lernte bei Appelhans sein Handwerk.
Appelhans soll Mitte der 1930er Jahre in die Psychiatrie eingeliefert worden sein und Selbstmord begangen haben.